# Kina i olympiska vinterspelen 1994
Kina deltog med 24 deltagare vid de olympiska vinterspelen 1994 i Lillehammer. Totalt vann de en silvermedalj och två bronsmedaljer.

## Medaljer

### Silver
- Zhanmei Yang - Short track, 500 m.

### Brons
- Chen Lu - Konståkning.
- Ye Qiaobo - Skridskor, 1 000 meter.